# Pierre Bosquet
Pierre François Joseph Bosquet (Mont-de-Marsan (Landes), 1810. november 8. – Toulouse, 1861. február 5.) katonatiszt, politikus, tábornok, 1856-tól Franciaország marsallja.

## Élete
A párizsi műegyetemet és a metzi gyakorló iskolát elvégzése után, 1834-ben mint hadnagy az algériai hadseregbe lépett és 1847-ben ezredes lett. 1848-ban dandártábornokká nevezték ki és 1851-ben a kabilok ellen folytatott háborúban tűnt ki. A Keleti háború kitörésekor 1853-ban mint osztálytábornok a 2. gyaloghadosztály parancsnokságát kapta. Az almai ütközetben (1854. szeptember 25.) ő döntötte el a győzelmet az oroszok balszárnyát fedező magaslatok megszállása által. Része volt az inkjermani győzelemben is (november 5.), amikor idejekorán az oroszok túlereje által szorongatott angolok segítségére sietett. A Szevasztopol ellen 1855. szeptember 8-án intézett nagy roham alkalmával a jobbszárnyat vezette a Malakov-bástya ellen, de ekkor olyan súlyos sebet kapott, hogy kénytelen volt azonnal Franciaországba visszatérni. 1856-ban III. Napóleon császár kinevezte szenátorrá és marsallá, 1858-ban pedig Toulouse főparancsnokává.